# Cattleya varelae
Cattleya varelae är en orkidéart som beskrevs av Vitorino Paiva Castro och Eduardo Luis Martins Catharino. Cattleya varelae ingår i släktet Cattleya och familjen orkidéer. Inga underarter finns listade i Catalogue of Life.